# Скородумское сельское поселение
Скородумское се́льское поселе́ние — муниципальное образование в Упоровском районе Тюменской области Российской Федерации.
Административный центр — село Скородум.

## История
Статус и границы сельского поселения установлены Законом Тюменской области от 5 ноября 2004 года № 263 «Об установлении границ муниципальных образований Тюменской области и наделении их статусом муниципального района, городского округа и сельского поселения».

## Население
| 2010 | 2011 | 2012 | 2013 | 2014 | 2015 | 2016 |
| ---- | ---- | ---- | ---- | ---- | ---- | ---- |
| 555  | →555 | ↗565 | ↘562 | ↗594 | ↗609 | →609 |
| 2017 | 2018 | 2019 | 2020 | 2021 |      |      |
| ↗611 | ↗617 | ↘605 | ↘594 | ↘593 |      |      |

## Состав сельского поселения
| № | Населённый пункт | Тип населённого пункта       | Население |
| - | ---------------- | ---------------------------- | --------- |
| 1 | Московка         | деревня                      | 15        |
| 2 | Поспелова        | деревня                      | 69        |
| 3 | Скородум         | село, административный центр | 471       |

- Калинина - деревня упразднена решением Упоровского РИК от 28.11.1973 года.
- Новая Шадрина - деревня упразднена в 1988 г.